# Chiến tranh Kitos
Chiến tranh Kitos hay Chiến tranh Do Thái-La Mã lần thứ hai (115–117; Tiếng Do Thái: mered ha'galuyot or mered ha'tfutzot [מרד התפוצות] (Cuộc nổi dậy của người Do Thái) là một trong những cuộc xung đột lớn của Chiến tranh Do Thái-La Mã, 66–136. Cuộc nổi dậy nổ ra vào năm 115, khi một lượng lớn quân đội La Mã đang bận chiến đấu trong Chiến tranh Parthia của Trajan ở biên giới phía tây của Đế quốc này. Nhiều cuộc nổi dậy của người Judea ở Cyrenaica, Síp và Ai Cập thuộc La Mã đã vượt ra khỏi tầm kiểm soát, hệ quả là đã xảy ra những cuộc tàn sát có hệ thống của người Do Thái ở những nơi quân La Mã đồn trú không kiểm soát và những vùng dân cư đông đúc.
Những cuộc nổi loạn này cuối cùng cũng bị dập tắt bởi những Binh đoàn La Mã dưới sự chỉ huy của Nguyên soái Lusius Quietus, người sau này đã đặt tên cho cuộc chiến này là "Kitô", mặc dù đó chỉ là một cách hiểu sai lạc của ông. Khi người La Mã quay trở lại những vùng đất bị chiếm đóng, chúng hầu như đều bị tàn hại hết thảy. Thủ lĩnh Do Thái Lukuas cuối cùng phải trốn đến Judea. Marcius Turbo truy bắt ông và xử tử hai anh em Julian và Pappus, những kẻ lãnh đạo cuộc nổi dậy. Lusius Quietus, lúc bấy giờ đang lãnh đạo binh đoàn La Mã ở Judea, đã kéo quân bao vây Lydda, nơi những người Do Thái tập hợp lại dưới ngọn cờ của hai anh em Julian và Pappus. Lydda bị chiếm và những người Do Thái ở đây bị xử tử.